# Томас Лонгосіва
Томас Лонгосіва  (англ. Thomas Longosiwa, 14 травня 1982) — кенійський легкоатлет, олімпійський медаліст.

## Виступи на Олімпіадах
| Олімпіада   | Дисципліна         | Місце |
| ----------- | ------------------ | ----- |
| Пекін 2008  | біг на 5000 метрів | 12    |
| Лондон 2012 | біг на 5000 метрів | 3     |

## Зовнішні посилання
- Досьє на sport.references.com [Архівовано 21 жовтня 2012 у Wayback Machine.]